# Anisia media
Anisia media är en tvåvingeart som först beskrevs av Townsend 1935.  Anisia media ingår i släktet Anisia och familjen parasitflugor. Inga underarter finns listade i Catalogue of Life.